# مشکات (موشک)
مشکات برنامه توسعه نوعی موشک کروز در ایران است که معاون وزیر دفاع ایران در شهریور ۱۳۹۱ آن را اعلام کرد.

## مشخصات
به گفته مهدی فرحی رئیس سازمان هوافضا و معاون وزیر دفاع ایران این موشک ۲ هزار کیلومتر برد داشته و از «از سه قابلیت دریاپایه، زمین‌پایه و هواپایه برخوردار خواهد بود و می‌تواند از روی هواپیما نیز شلیک شود».

## موشک مشابه
در اسفندماه سال ۹۳ ایران از یک کروز سطح‌به‌سطح با نام موشک سومار رونمایی کرد. مقامات ایران مشخصات این موشک را اعلام نکرده‌اند اما از نظر ظاهری مشابه خا-۵۵ است. به احتمال زیاد این موشک نمونه تکامل‌یافته مشکات است و چون از روی زمین شلیک می‌شود بایستی یک بوستر هم بر روی آن تعبیه شده باشد.